# Lankoorinpauhat
Lankoorinpauhat är  öar i Finland. De ligger i Bottenviken och i kommunen Karleby i den ekonomiska regionen  Karleby i landskapet Mellersta Österbotten, i den nordvästra delen av landet. Öarna ligger omkring 15 kilometer nordöst om Karleby och omkring 430 kilometer norr om Helsingfors.
Den södra öns (Eteläinen Lankoorinpauha) area är 1 hektar och dess största längd är 230 meter i nord-sydlig riktning, medan den nordliga, Pohjoinen Lankoorinpauha, är något mindre.

## Klimat
Inlandsklimat råder i trakten. Årsmedeltemperaturen i trakten är 0 °C. Den varmaste månaden är juli, då medeltemperaturen är 15 °C, och den kallaste är februari, med −14 °C.